# John Milton Yinger
John Milton Yinger (* 6. Juli 1916 in Quincy, Michigan; † 28. Juli 2011 in Oberlin, Ohio) war ein US-amerikanischer Soziologe und 68. Präsident der American Sociological Association.
Yinger machte 1937 das Bachelor-Examen an der DePauw University, 1939 das Master-Examen an der Louisiana State University und wurde 1943 an der University of Wisconsin–Madison zum Ph.D. promoviert. Nach verschiedenen Stationen als Hochschuldozent wurde Yinger 1952 Professor für Soziologie am Oberlin College. Er forschte und publizierte insbesondere über gesellschaftliche Minderheiten und zur Religionssoziologie. International wurde er durch sein Konzept der Gegenkultur bekannt.

## Schriften (Auswahl)
- Religion, society, and the individual. An introduction to the sociology of religion.  Macmillan, New York 1957.
- A Minority Group in American Society.  McGraw-Hill, New York 1968.
- The Scientific Study of Religion, Macmillan, New York 1970.
- Countercultures. The Promise and Peril of a World Turned Upside Down. Free Press, New York 1982, ISBN 0-02-935890-6.